# Ca l'Aniol (Cantallops)
Ca l'Aniol és una casa de Cantallops (Alt Empordà) inclosa a l'Inventari del Patrimoni Arquitectònic de Catalunya.

## Descripció
Edifici situat a un quilòmetre del poble aproximadament. És un mas rectangular de planta baixa i dos pisos. L'accés al pis es fa exteriorment. A la planta baixa s'obren porxos, que en el pis superior conformen la terrassa. A la façana principal destaca al centre una mena de torre, però per la poca alçada que té sembla més un contrafort que un element defensiu. La coberta d'aquesta casa és a dues vessants.